# Orobas

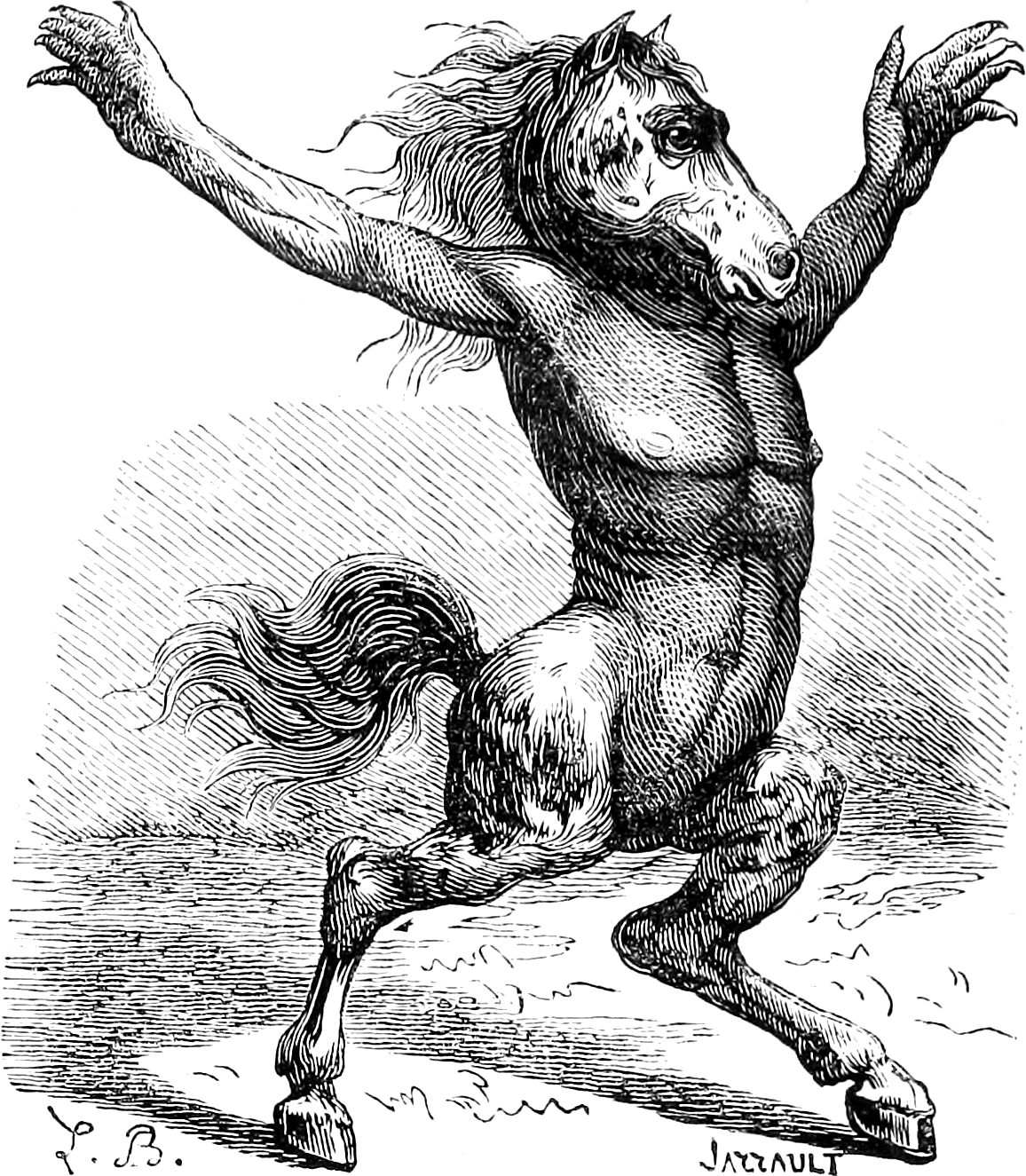
Gravure sur bois représentant Orobas.

Orobas est, selon la démonologie, un puissant prince des enfers commandant à vingt légions de démons. Il est censé donner des réponses vraies aux questionnements concernant les choses passées, présentes et à venir. Il est décrit comme un cheval prenant forme humaine à la demande de son conjurateur. 
Le Lemegeton et la Pseudomonarchia Daemonum, grimoires de la Renaissance d'où est issue l'image des démons tels que perçu aujourd'hui, le mentionnent en 55e et 58e positions de leur liste de démons respectives,.

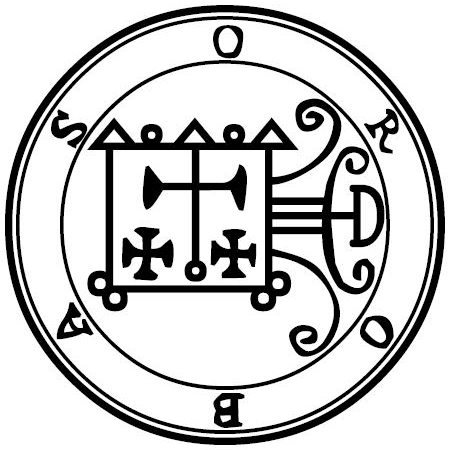
Le sceau de Orobas selon Mathers.